# إخلاص المسباح
إخلاص المسباح (1965 -)، ممثلة كويتية، عملت في التمثيل وهي طفلة وقدمت العديد من الأدوار في المسرح والتلفزيون من أهم مشاركتها في مسلسل حبابة بدور الحفيدة، كما إن شقيقها بدر ممثلًا معتزل.

## من أهم الأعمال
- 1978: مسلسل حبابة.
- 1978: مسرحية السندباد البحري.

## روابط خارجية
- إخلاص المسباح على موقع قاعدة بيانات الأفلام العربية